# كلاوس بيدرشتات
كلاوس بيدرشتات (بالألمانية: Claus Biederstaedt)‏ (1928 - 2020)، هو ممثل ألماني.
هو من مواليد مدينة ستارغارد يوم 28 يونيو 1928 درس في هامبورغ وبدأ حياته المهنية بالعمل مع جوزيف أوفنباخ. توفي في مدينة ستارغارد يوم 18 يونيو 2020 (91 سنة).
فورستنفلدبروك

## وصلات خارجية
- كلاوس بيدرشتات على موقع IMDb (الإنجليزية)
- كلاوس بيدرشتات على موقع روتن توميتوز (الإنجليزية)
- كلاوس بيدرشتات على موقع مونزينجر (الألمانية)
- كلاوس بيدرشتات على موقع ألو سيني (الفرنسية)
- كلاوس بيدرشتات على موقع ميوزك برينز (الإنجليزية)
- كلاوس بيدرشتات على موقع أول موفي (الإنجليزية)
- كلاوس بيدرشتات على موقع قاعدة بيانات الأفلام السويدية (السويدية)
- كلاوس بيدرشتات على موقع ديسكوغز (الإنجليزية)
- كلاوس بيدرشتات على موقع قاعدة بيانات الفيلم (الإنجليزية)
- كلاوس بيدرشتات على موقع كينوبويسك (الروسية)
- كلاوس بيدرشتات على IMDb